# Cricket Club Bloemendaal

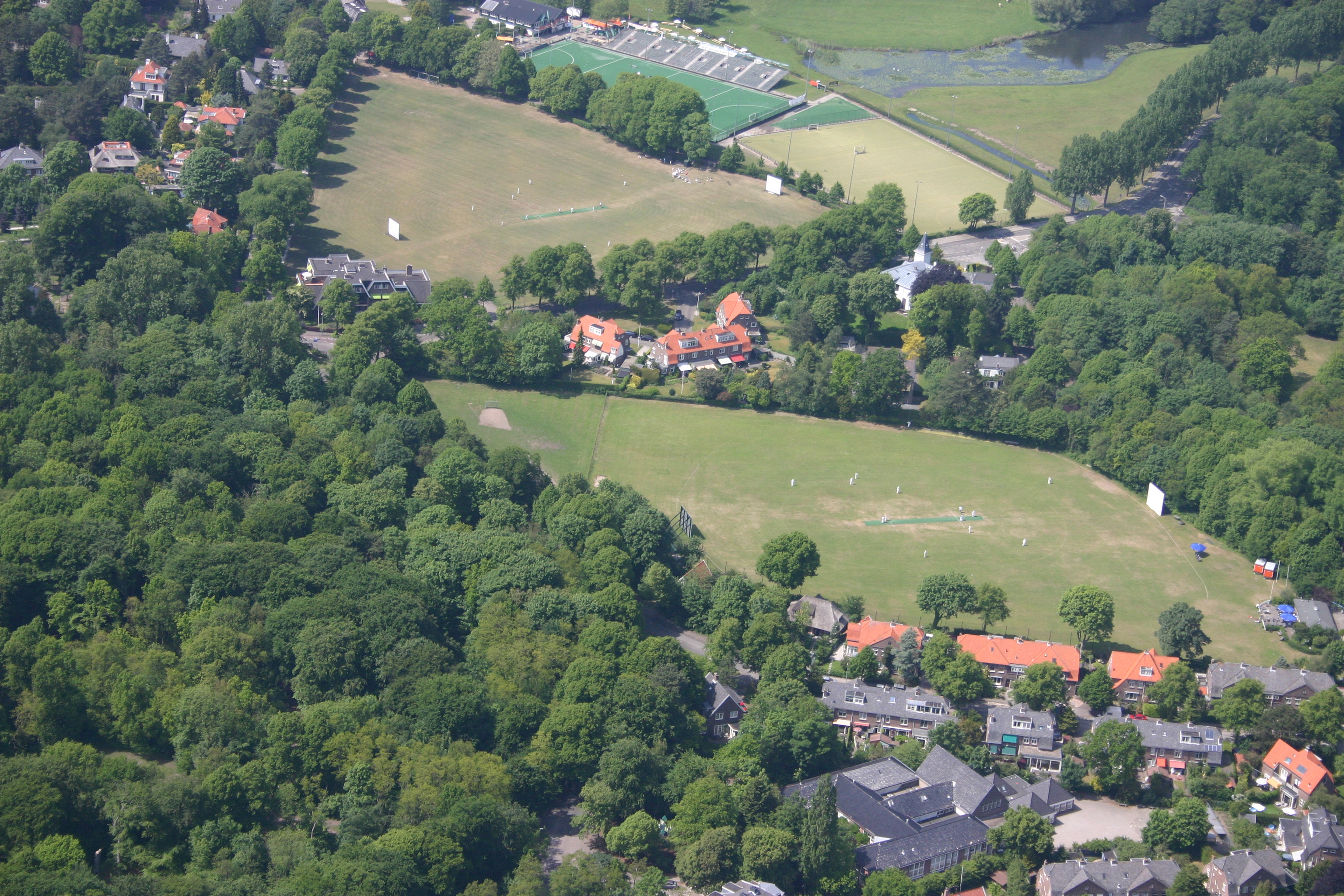
Cricket Club Bloemendaal vanuit de lucht met beide velden op de Donkerelaan en de Zomerzorglaan duidelijk zichtbaar.

Cricket Club Bloemendaal is een cricketvereniging uit de Nederlandse gemeente Bloemendaal.

## De club
De Cricket Club Bloemendaal is opgericht op 5 maart 1910. Sinds 1944 heeft de club een eigen veld en sinds 1996 een eigen clubhuis. Het ligt in Bloemendaal aan de Donkerelaan. De club heeft bijna 300 leden en donateurs, waarmee het voor Nederlandse begrippen een wat grotere club is. Sinds 2010 draait het heren 1 team mee op in de hoofdklasse van de cricketcompetitie. De CC Bloemendaal heeft de beschikking over twee velden, het hoofdveld aan de Donkerelaan en het tweede veld naast Hockeyclub Bloemendaal.

## Teams
De club heeft vier herenteams, een Village cricket team een Social cricket groep en 6 jeugdteams. De jeugdteams bestaan uit U17, U15, U13, U11, U9 en de U7. Vanaf U9 wordt meegespeeld met de competitie van de KNCB.